# NY Ink
NY Ink è un docu-reality statunitense prodotto da TLC. In Italia è trasmesso dall'emittente DMAX. 
Il programma tratta le vicende dello studio di tatuaggi Wooster St. Social Club di New York. Il proprietario dello studio è il tatuatore Amy James, già presente nel cast del reality Miami Ink del quale NY Ink riprende le vicende. Gli altri artisti presenti nella serie sono: Megan Massacre, Tommy Montoya, Tim Hendricks, Luke Wessman e Chris Torres.
La sigla delle prime due edizioni del programma è "New York Groove" di Ace Frehley.